# Метрополитански град Рим
Метрополитански град Рим (итал. Città metropolitana di Roma Capitale) је област локалне самоуправе на нивоу метрополитанског града у региону Лацио у Републици Италији. Обухвата територију града Рима и 120 других општина (комуна) у залеђу града. Са више од 4,3 милиона становника, трећи је по величини град у Италији.
Основан је 1. јануара 2015. године у складу са Законом 142/1990 (Реформа локалних власти) и Законом 56/2014. Заменио је провинцију Рим. Главни град Рима је на челу са градоначелником, а њиме управља Савет метрополе. Роберто Гуалтиери је садашњи градоначелник, који је преузео дужност 21. октобра 2021.

## Географија
Метрополитански град Рим покрива скоро једну трећину територије Лација. Заузима долине Тибра и простире се до планинских региона Толфа и Сабатини на северозападу, док се источно налази област Коли Албани. На југоистоку се налази висока долина Лепине Сако. Западну границу представља Тиренско море, које се простире на око 130 километара од обале у близини Рима.
На територији се налази неколико језера, скоро сва вулканског порекла, која су концентрисана на северозападу планина Сабатини, као и на југоистоку, у области Коли Албанија.

## Администрација

### Метрополитански савет
Градови метропола су добили административна овлашћења која су једнака онима у провинцији. Ово је урађено да би се побољшао учинак локалне администрације и смањила локална потрошња бољом координацијом општина у пружању основних услуга (укључујући транспорт, школске и социјалне програме) и заштити животне средине. У оквиру овог политичког оквира, градоначелник Рима је такође одређен да обавља функције градоначелника Метрополитана, председавајући Саветом Метрополитана који формирају 24 градоначелника општина у оквиру Метрополитана.
У оквиру овог политичког оквира, градоначелник Рима је такође одређен да обавља функције градоначелника метрополе Рима, председавајући Саветом Метрополитана који формирају 24 градоначелника општина у оквиру ове метрополе.
Митрополитски савет града изабран је 20. децембра 2021. године:
| Странка                                                         | Мандати |
| --------------------------------------------------------------- | ------- |
| Коалиција Центар-лево “Le Città della Metropoli” (PD • A • IV)) | 14 / 24 |
| Десничарска коалиција “Territorio e Partecipazione” (FdI • LSP) | 8 / 24  |
| Покрет "Пет звезда" (M5S                                        | 2 / 24  |

### Листа градоначелника
|                                                        | Градоначелник      | Почетак мандата   | Крај мандата      | Странка |
| ------------------------------------------------------ | ------------------ | ----------------- | ----------------- | ------- |
| 1                                                      | Игнасио Марино     | 1. јануар 2015.   | 31. октобар 2015. | PD      |
| Специјални комесар (31. октобар 2015. – 22. јун 2016.) |                    |                   |                   |         |
| 2                                                      | Вирђинија Рађи     | 22. јун 2016.     | 21. октобар 2021. | M5S     |
| 3                                                      | Роберто Гуалтијери | 21. октобар 2021. | Тренутно          | PD      |

### Субдивизије
Постоји 121 субдивизија или општина главног града Рима. У наставку су наведене општине са највећим бројем становника.
| Општина              | Популација |
| -------------------- | ---------- |
| Рим                  | 2,866,733  |
| Гвидонија Монтечелио | 88,238     |
| Фјумичино            | 75,378     |
| Помеција             | 61,207     |
| Тиволи               | 56,568     |
| Анцио                | 53,760     |
| Велетри              | 52,998     |
| Чивитавекија         | 52,942     |
| Ардеа                | 48,495     |
| Нетуно               | 48,346     |